# International Campaign for Tibet
Die International Campaign for Tibet (ICT) ist eine Menschenrechtsorganisation, die für ein demokratisches Selbstbestimmungsrecht, die Sicherung der Menschenrechte und den Schutz der landeseigenen Kultur und Umwelt in Tibet eintritt.
Die ICT mit Hauptsitz in Washington, D.C. wurde 1988 gegründet und unterhält Büros in Amsterdam, Brüssel und Berlin. Sie ist die größte Nichtregierungsorganisation, die für die Interessen der Tibeter eintritt. 2006 waren über 100.000 Mitglieder registriert. Vorstandsvorsitzender (Chairman of the Board of Directors) ist seit 1995 Richard Gere (Stand: 2/2017).
Die deutsche Vertretung hat den rechtlichen Status eines eingetragenen Vereins und ist als gemeinnützig anerkannt. Sie ist seit 2016 Mitglied im Trägerverein des Deutschen Instituts für Menschenrechte. Vorstandsvorsitzender ist Jan Andersson. Sie ist Herausgeberin des deutschsprachigen Tibet Journal, welches seit 2003 drei Mal jährlich mit einer Auflage von ca. 13.000 Exemplaren in der Print-Version erscheint und auch als Online-Version verfügbar ist.
Siehe auch: Liste von Tibet-Organisationen